# Melchior von Canitz
Melchior Friedrich von Canitz, seit 1664 Freiherr, (* 6. Januar 1629; † 21. Oktober 1685) war Hofrat im Herzogtum Brieg und Geheimrat in Brandenburg.

## Leben

### Herkunft und Familie
Melchior von Canitz war Angehöriger der schlesischen Linie derer von Canitz. Er war ein Sohn des Erbherrn auf Urschkau und Großburg sowie Liegnitz-Briegschen Rates Friedrich von Canitz (1604–1645) und der Maria, geborene von Senitz (1612–1677). Er vermählte sich 1652 mit Sophie von Preen aus dem Hause Wehnsdorf (1631–1665). Aus der Ehe gingen der Sohn Otto († 1663) und die Töchter Maria († 1665), Eleonora, Augusta, Sophia und Charlotta († 1665) hervor. Aus zweiter Ehe mit Ester Freiin von Schoenaich-Carolath († 1668) ging eine Tochter Ester und aus dritter Ehe mit Anna Maria von Rautter († 1708) der Sohn Friedrich Wilhelm (1670–1729) hervor. Zuletzt genannter war preußischer Obrist und Kammerherr und vermählte sich 1697 mit Hedwig Charlotte von Brand aus dem Hause Lauchstedt (1678–1738). Mit dessen Kindern, also den Enkeln von Melchior von Canitz, ist die von ihm gestiftete freiherrliche Linie im Jahre 1788 erloschen.

## Werdegang
Canitz war zunächst kaiserlicher Rat. Er war Erbherr auf Großburg und Urschkau. Das dortige Schloss ließ er um 1660 so prächtig ausbauen, dass es von außen und von innen „mehr einem gräflichen als adeligem Palatio ähnlicher“ gewesen sei. Er war Regierungsrat und Landeshauptmann im Herzogtum Brieg sowie Hofmarschall des Herzogs Georg III. von Liegnitz und Brieg. Nach dessen Tod im Jahre 1664 stand er dann in den Diensten Christians von Wohlau und Brieg. Am 19. März 1664 erhob ihn Kaiser Leopold I. in den böhmischen Freiherrnstand. 1669 wurde er vom Großen Kurfürsten zum brandenburgischen Geheimen Rat und Oberhofmarschall berufen. Gleichzeitig wurde Canitz Landeshauptmann der Fürstentümer Crossen und Züllichau. Am 4. September 1682 avancierte er zum Wirklichen Geheimen Rat.